# Sergio Pignedoli
Sergio Pignedoli (Castelnovo ne' Monti, Reggio Emilia, 4 juni 1910 – aldaar, 15 juni 1980) was een Italiaanse geestelijke en kardinaal van de Rooms-Katholieke Kerk.
Pignedoli bezocht het seminarie in zijn geboortestad, alvorens klassieke talen te studeren aan de Katholieke Universiteit van Milaan. Hij promoveerde vervolgens in de theologie aan de Pauselijke Lateraanse Universiteit terwijl hij aan de Pontificia Università Gregoriana nog een graad haalde in de kerkgeschiedenis. Hij werd op 1 april 1933 tot priester gewijd. Hij werd vice-rector aan het seminarie van Reggio Emilia en kapelaan aan de Katholieke Universiteit in Milaan. Tijdens de Tweede Wereldoorlog diende hij als aalmoezenier in de Italiaanse marine. Tezelfdertijd was hij kapelaan van de Katholieke Actie en van de Italiaanse Scouting.
In 1948 werd hij verheven tot kapelaan van Zijne Heiligheid en aanvaardde hij de benoeming tot secretaris van het Pauselijke comité dat de voorbereiding van het Heilig Jaar 1950 ter hand moest nemen. Op 22 december 1950 werd hij benoemd tot titulair aartsbisschop van Iconium en tot Apostolisch Nuntius voor Bolivia. Vier jaar later werd hij overgeplaatst naar Venezuela.
Op 15 april 1955 benoemde Paus Pius XII hem tot Bisschop-coadjutor van Milaan. Zijn bisschop was Giovanni Battista Montini, de latere Paus Paulus VI, met wie hij een levenslange vriendschap zou onderhouden.
In 1960 benoemde Paus Johannes XXIII hem tot Nuntius voor West- en Centraal-Afrika en in 1964 werd hij door Paus Paulus VI overgeplaatst naar Canada. Hij nam ook deel aan het Tweede Vaticaans Concilie. In 1967 werd hij secretaris van de Congregatie voor de Evangelisatie van de Volkeren. Tijdens het consistorie van maart 1973 werd hij verheven tot kardinaal-diaken, met de San Giorgio in Velabro als titeldiaconie. In hetzelfde jaar werd hij voorzitter van het Secretariaat voor Niet-Christenen.
Hij nam deel aan de conclaven van augustus en oktober 1978, waarbij respectievelijk Paus Johannes Paulus I en II tot paus werden gekozen. Bij beide conclaven gold hij als papabile.
Pignedoli overleed tijdens een bezoek aan zijn geboortestad, aan de gevolgen van longembolie.
- Bibliothèque nationale de France: cb122870782 (data)
- Gemeinsame Normdatei: 136909124
- International Standard Name Identifier: 0000 0001 1030 2035
- Library of Congress Control Number: n88036760
- Nationale Bibliotheek van Israël: 987007366513305171
- Nederlandse Thesaurus van Auteursnamen: 068090439
- Istituto Centrale per il Catalogo Unico: CFIV125048
- Système universitaire de documentation: 076962792
- Virtual International Authority File: 81175143
- WorldCat: E39PBJt46hVbwdKTC386bG9bh3